# Moluchacris obesa
Moluchacris obesa is een rechtvleugelig insect uit de familie Tristiridae. De wetenschappelijke naam van deze soort is voor het eerst geldig gepubliceerd in 1863 door Philippi.